# Interlinie
Interlinie is de ruimte tussen regels in een tekst. Bij het zetten uit loden letters is de interlinie een stukje metaal (lood, koper of aluminium) dat tussen de regels wordt gevoegd.
Regelafstand is de afstand tussen de basislijnen van twee regels tekst.
Oorspronkelijk, bij hoogdruk, sloeg interlinie slechts op het extra wit dat tussen de loden letterstaafjes gevoegd kon worden. Zonder interlinie zetten, heette kompres zetten. Tegenwoordig wordt met interlinie vaak het totale regeltransport bedoeld, een twaalfpuntsletter met een interlinie van 13 punten zou bij hoogdrukkers twaalf punten met een punt interlinie heten. 
Om te voorkomen dat er een te dichte tekst ontstaat, is het bij een kleine lettergrootte verstandig af te wijken van de standaard-interlinie. Teksten met een kleine interlinie zijn compacter, maar ook drukker en onoverzichtelijker. Hierdoor duurt het langer om deze teksten te lezen en te begrijpen en kan de lezer sneller vermoeid raken. Het is daarom aan te raden om een grotere interlinie te gebruiken voor overzichtelijke, snel leesbare teksten.

Dit alles is wel afhankelijk van het lettertype, bij lettertypen met lange stokken en vlaggen speelt het minder, want die bevatten uit zichzelf al wat meer wit.